# Aino Venna
Aino Venna, nata Ahokas (Helsinki, 1982), è una cantante finlandese.

## Biografia
Dopo essersi diplomata all'Accademia delle Arti di Turku nel 2009, Aino Venna ha iniziato a pubblicare musica nel 2011 su etichetta Stupido Records. Il suo album di debutto Marlene è uscito l'anno successivo e ha conquistato la 23ª posizione della top 50 finlandese. Il secondo album del 2014, Tin Roof, ha debuttato al 34º posto, mentre l'album natalizio Aino Vennan joulu ha raggiunto la 19ª posizione nel 2016.
Aino Venna ha dichiarato di ispirarsi ad artisti come Édith Piaf, Elvis Presley e Billie Holiday. Ha pubblicato musica in inglese, francese e finlandese, le tre lingue che parla correntemente.

## Discografia

### Album
- 2012 – Marlene
- 2014 – Tin Roof
- 2016 – Aino Vennan joulu

### EP
- 2011 – Missing Buttons
- 2012 – Waltz to Paris

### Singoli
- 2012 – Suzette
- 2013 – Radio Ma Chérie
- 2014 – Women on Horizon
- 2014 – Kesäyö
- 2014 – Marlene
- 2014 – Tin Roof
- 2014 – I Forgot You
- 2015 – Natas e Manteiga
- 2015 – Joulumaa
- 2016 – Telephone
- 2016 – Murder Island
- 2016 – Joulupukki suukon sai
- 2016 – Avaruus
- 2018 – Älkää luottako kukkiin (con Kati Outinen)
- 2018 – They Have Escaped (Sekasin)